# Abercastle
Abercastle est un village au Pembrokeshire au pays de Galles.